# Andreas Katsulas
Andreas Katsulas (Saint Louis, Missouri, 18 de maio de 1946 – Los Angeles, Califórnia, 13 de fevereiro de 2006) foi um ator norte-americano. Um dos seus personagens mais conhecidos foi G'Kar na série de televisão Babylon 5. Também foi o vilão Frederick Sykes, homem sem braço que usava prótese no filme O Fugitivo de 1993  - estrelado por Harrison Ford e Tommy Lee Jones.
No início do ano de 2005 foi-lhe diagnosticado um câncer nos pulmões que o vitimou no ano seguinte, aos 59 anos de idade.